# فرگ قلعه
فرگ قلعه () با نام محلی قلعه بالا قلعه پایین () شهری نوبنیاد از توابع بخش فرح‌دشت شهرستان کاشمر در جنوب‌غربی استان خراسان رضوی است که برپایهٔ سرشماری عمومی نفوس و مسکن در سال ۱۳۹۵ خورشیدی جمعیت این شهر ۴٬۵۱۹ نفر (۱٬۴۱۱ خانوار) بوده است. فرگ قلعه در دامنه‌های جنوبی رشته‌کوه کوهسرخ قرار دارد. مردم این شهر به زبان فارسی و به گویش کاشمری سخن می‌گویند.

## پیشینه

### ادغام دو روستا
در تاریخ ۲۷ اسفند ۱۳۹۹ با موافقت وزارت کشور روستای فرگ و فرح‌آباد (قلعه بالا) یکی شدند و روستای فرگ قلعه را ایجاد کردند. سپس در فروردین ۱۴۰۱ به شهر ارتقا یافت.

#### روستای فرگ
فرگ یا قلعه پایین روستایی از توابع بخش فرح‌دشت شهرستان کاشمر در استان خراسان رضوی بود. این روستا در دهستان قلعه بالا قرار داشت و بر اساس سرشماری سال ۱۳۹۵ جمعیت آن ۲٬۱۳۴ نفر (۶۶۳ خانوار) است.

#### روستای فرح‌آباد
فرح‌آباد یا قلعه بالا روستایی از توابع بخش فرح‌دشت شهرستان کاشمر در استان خراسان رضوی بود. این روستا در دهستان قلعه بالا قرار داشت و بر اساس سرشماری سال ۱۳۹۵ جمعیت آن ۲٬۳۸۵ (۷۴۸ خانوار) است.

## کتابخانه‌ها
- کتابخانه عمومی شهید غفوری[۶]

## بوستان‌ها
- پارک خطی باغ رضوان[۷]